# Partido Unido del Estado Wa
El Partido Unido del Estado Wa (PUEW) es el partido gobernante del Estado Wa, una región autónoma que se constituye como un estado socialista y que está ubicada en el norte del Estado Shan, Myanmar (Birmania). Fue fundado el 3 de noviembre de 1989 como una fusión entre el Partido Nacional Unido de Birmania (PNUB) y varios grupos más pequeños, no comunistas Wa. Su brazo armado es el Ejército Unido del Estado Wa (EUEW), y su presidente y comandante en jefe es Bao Youxiang.
El partido disfruta de excelentes relaciones con China, que se remontan a los días del Partido Comunista de Birmania (PCB), del cual surgió en 1989; sus líderes se relacionan directamente con la inteligencia militar china y han recibido un flujo constante de asistencia militar y financiera de Pekin.

## Historia
Desde finales de la década de 1960 hasta finales de la de 1980, los miembros de la etnia Wa habían servido como la principal fuerza de combate del Partido Comunista de Birmania (PCB) en su insurgencia contra el gobierno central birmano. En 1989, había una gran tensión entre los Wa, que luchaban realmente, y el liderazgo del PCB, que estaba compuesto en gran parte por intelectuales de la etnia del pueblo Bamar. En abril de 1989, los combatientes Wa irrumpieron en la sede del partido en Panghsang (actual Pangkham) y destruyeron retratos de líderes comunistas y copias de literatura comunista. Esto se hizo con la aprobación y aceptación tácita de los chinos, quienes fueron los principales patrocinadores económicos del PCB; Pekin deseaba deshacerse del antiguo liderazgo de Bamar del PCB y mejorar sus relaciones con las nuevas autoridades centrales en Myanmar después de la caída de Ne Win. Los exmiembros Wa del PCB luego formaron el Partido Unido Nacional de Birmania (PNUB), antes de acordar una fusión con varios grupos Wa más pequeños, no comunistas, que estaban activos a lo largo de la frontera China-Myanmar, como el Consejo Nacional Wa (CNW). El Partido Unido del Estado Wa (PUEW) se fundó posteriormente el 3 de noviembre de 1989.
El primer presidente del PUEW fue Zhao Nyi-Lai. Fue un exlíder militar de los Sao Hin Saopha que se unió al PCB en 1969. Fue elegido miembro del comité central del PCB en 1985.
En 1989-90, el PUEW llegó a varios acuerdos con el gobierno del CEPD, reconociendo la máxima autoridad del gobierno y manteniendo en la práctica el control sobre una parte sustancial del noreste de Myanmar, a lo largo de la frontera con China.
En 1995, Zhao Nyi-Lai sufrió un derrame cerebral y Bao Youxiang se convirtió en el nuevo presidente. Zhao Nyi-Lai permanece como secretario general del partido. En 2005, la salud de Bao Youxiang se deterioró y Bao Youyi, el hermano mayor de Bao Youxiang, se hizo cargo de las actividades diarias del  PUEW/EUEW. Wei Hsueh-kang fue nombrado miembro del Comité Central en 1996. Es buscado por tráfico de estupefacientes por las autoridades de Estados Unidos.